# Ordoscultuur
De Ordoscultuur is een archeologische cultuur van de vroege ijzertijd (6-2e eeuw v.Chr.) op het Ordosplateau, nu in het zuiden van de autonome regio Binnen-Mongolië van de Volksrepubliek China.
Ze wordt gezien als de meest oostelijke uitbreiding van de Scythische ruitervolkeren.

## Geschiedenis
Vanaf de 6e eeuw voor Chr. werd het eerder door de Xichacultuur bezette gebied van het Ordosplateau door nomadische ruitervolken ingenomen. In die tijd bevonden zich op het Ordosplateau de beste graslanden van de oostelijke Euraziatische steppe. Door een combinatie van overbegrazing en klimaatverandering wordt het nu grotendeels ingenomen door de Ordoswoestijn.
De Ordoscultuur is bekend door belangrijke vondsten van bronzen kunstvoorwerpen: zwaarden en dolken, paardentuig, kledingsornamenten en eindstukken voor tent-palen, welke de Scythisch-Siberische dierstijl vertonen. Veel van deze voorwerpen kwamen aan de oppervlakte als gevolg van de voortschrijdende verwoestijning van de regio.
Zowel de gevonden skeletresten als de afbeeldingen op kunstvoorwerpen vertonen europide trekken. De in over de gehele steppen van de Ordos verspreide graven gevonden wapens vertonen een grote gelijkenis met die van de Scythische stam der Saken. Ze worden dan ook beschouwd als de meest oostelijke tak van de Scythen, die zich hier net ten oosten van de beter bekende Yuezhi had gevestigd.
De Ordos-mensen hadden contact met de pre-Han en Han-bevolking van die periode, en waren hiermee ook vaak in oorlog. Hun vroegere grondgebied bevindt zich nu net ten noorden van de Chinese Muur, en op de zuidelijke oever van de meest noordelijke bocht van de Gele Rivier.
Een culturele verwantschap bestond er ook met een andere nomadische stam in het oosten, de Donghu of "Oostelijke Hu" (Chinees: 東 胡). Deze bezaten een soortgelijke "steppenkunst", maar waren van een Oost-Aziatisch type. Ze kunnen mogelijk ook in verband gebracht met de Xiyi (Chinees: 西夷, "Vier Barbaren") en de Rong van de Chinese annalen.

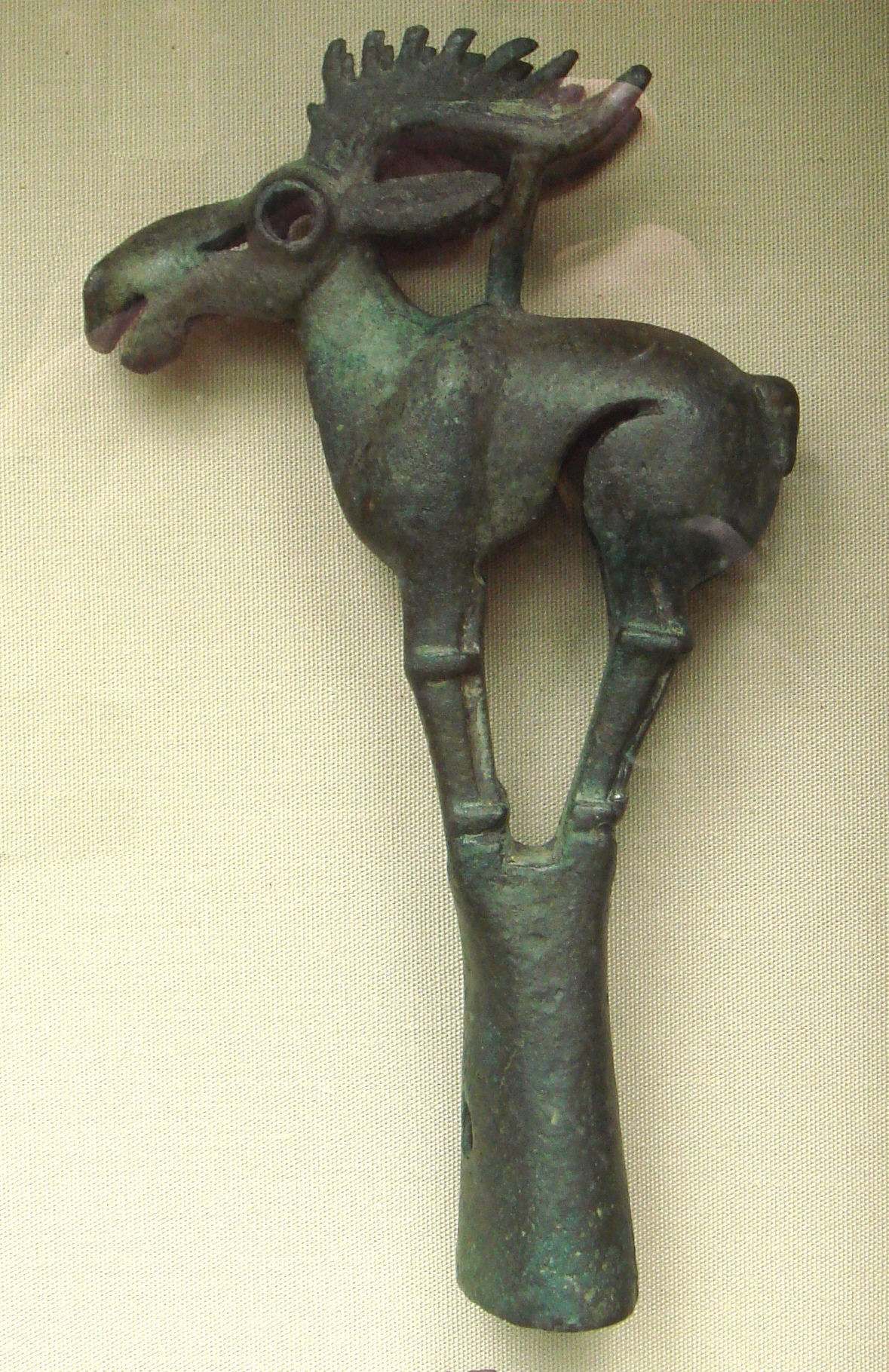
Bronzen bovenstuk van tentpaal
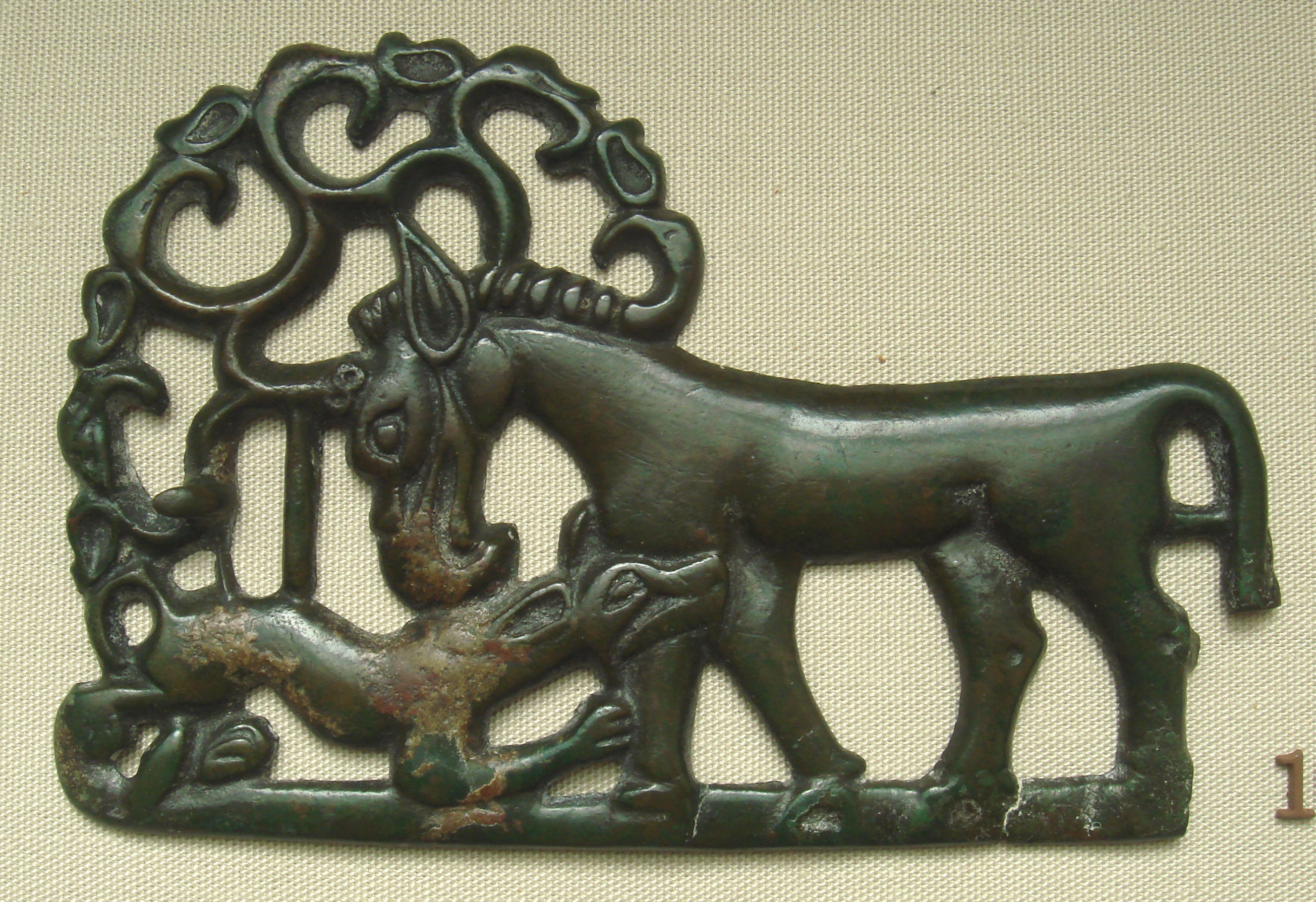
Paard aangevallen door tijger
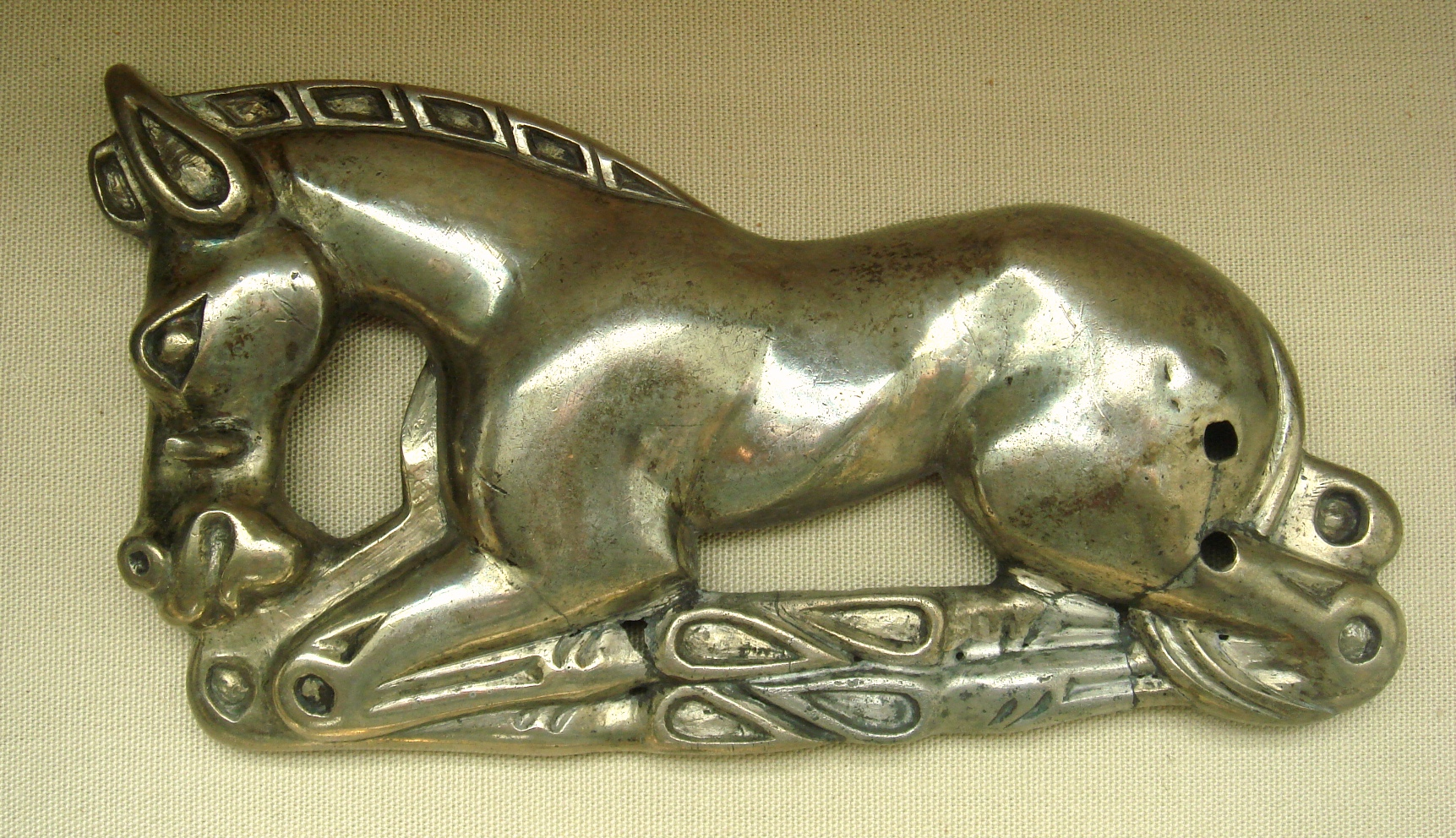
Zilveren paard
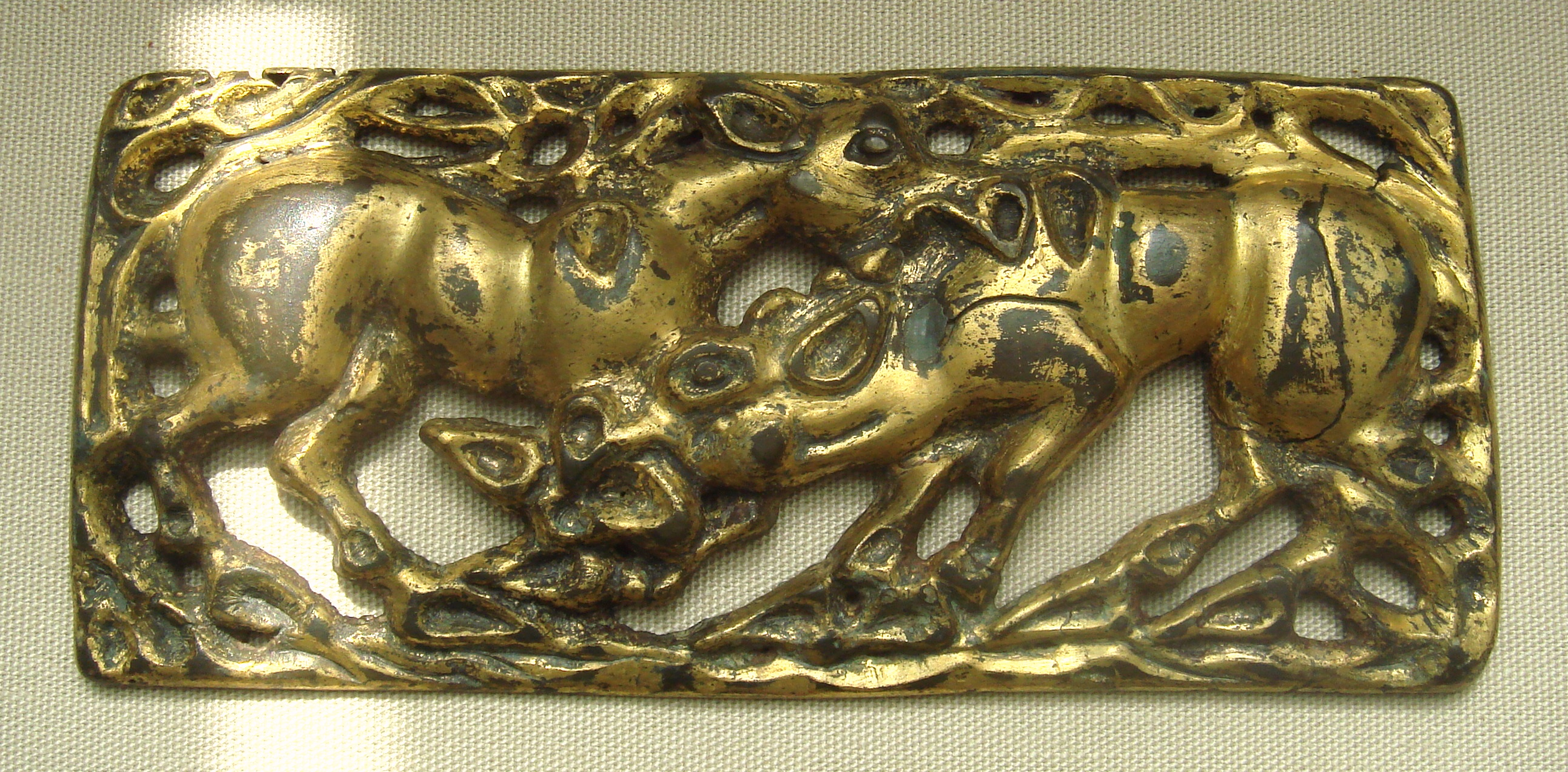
Gesp met twee strijdende herten

## Verschijnen van de Xiongnu
Omstreeks de 2e eeuw v.Chr. werd hun plaats ingenomen door de Xiongnu. Hun relatie is onduidelijk; sommige geleerden zien ze als hetzelfde volk, anderen zien het als de aankomst van een nieuw volk uit het noorden.
In de Chinese kronieken Yi Zhou Shu en Shan Hai Jing worden de Xiongnu voor het eerst in het Ordosgebied vermeld tijdens de periode van de Strijdende Staten. De Ordos wordt in het algemeen beschouwd als het "oorsprongsgebied" van de Xiongnu, maar sinds wanneer deze het gebied bewoonden is niet duidelijk.
Rond 160 v.Chr. breidden de Xiongnu zich onder hun leider Mao Dun uit over het grondgebied van de Yuezhi. Op hun beurt versloegen de Yuezhi daarop de Wusun, en dreven deze westwaarts voorbij de Dzjoengaarse Poort. Uiteindelijk trokken de Yuezhi naar het westen van Centraal-Azië en stichtten daar het rijk van Kushana.
Er wordt gedacht dat de Xiongnu in dezelfde periode ook het Ordosgebied in bezit hadden, waarbij ze in direct contact met de Chinezen kwamen. Van daar voerden de Xiongnu talrijke verwoestende invallen in het Chinees grondgebied uit.